# Taxi a Gibraltar
Taxi a Gibraltar és una pel·lícula hispano-argentina escrita i dirigida per Alejo Flah. Protagonitzada per Dani Rovira, Joaquín Furriel e Ingrid García-Jonsson, la pel·lícula es va estrenar a Espanya el 15 de març de 2019.
Va ser la pel·lícula amb la qual es va inaugurar el Festival de Màlaga de 2019.

## Sinopsi
Un pres solitari surt de la presó amb la intenció de comprovar si la llegenda que li va comentar el seu company de cel·la és real: que existeix or guardat en les galeries del Penyal de Gibraltar, i robar-lo. Per al seu objectiu, buscarà l'ajuda d'altres persones tan desesperades com ell.

## Repartiment
- Dani Rovira com León, taxista.
- Joaquín Furriel com Diego, delinqüent recent excarcerat.
- Ingrid García-Jonsson com Sandra.
- María Hervás com Rosario.
- José Manuel Poga com Manchester, pres gibraltarenc i company de cel·la de Diego.
- José Troncoso com José Manuel, promè de Sandra.
- Mona Martínez com jutgessa gibraltarenca.

## Producció
El guió va ser escrit per Alejo Flah juntament amb Fernando Navarro. Una coproducció Espanya-Argentina, la pel·lícula va ser produïda per La Terraza Films, Atresmedia Cine, Ikiru Films, Sacromonte Films, Código Sur Producciones i La Mano de Dios la Película AIE juntament amb Film Tonic i AZ Films. Té la participació d'Atresmedia, Amazon i Canal Sur, finançament de l'ICAA, suport de l'Institut Català de les Empreses Culturals, i la col·laboració de l'INCAA i el programa Ibermedia. Va ser rodada a Madrid, La Línea, i Gran Canaria.

## Estrena
Taxi to Gibraltar es va projectar com a pel·lícula d'obertura del 22è Festival de Màlaga el 15 de març de 2019. Distribuïda per Warner Bros España, també va arribar als cinemes espanyols el mateix dia. Es va estrenar a l'Argentina el 14 de novembre de 2019.

## Recepció
La recepció de la pel·lícula pels crítics va ser majoritàriament negativa o mediocre. Raquel Hernández Luján de HobbyConsolas va donar a la pel·lícula 58 de 100 pel·lícules (valoració global: "així-així"), tenint en compte que malgrat el bon càsting, el molt bon rodatge i la producció enginyosa, la pel·lícula fracassa a causa de l'escriptura. Va destacar que els agents policials de Gibraltar que parlaven spanglish eren el millor de la pel·lícula. No obstant això, va considerar que els personatges de García-Jonsson i Rovira eren poc divertits i forçats, mentre que els actors secundaris José Manuel Poga i Mona Martínez tenien massa poc temps de pantalla.
En la ressenya de Cinemanía, Rubén Romero Santos va obtenir 2 estrelles sobre 5, considerant que malgrat un enfocament inicial prometedor (retratar amb èxit els perdedors que no veuen el final de la crisi econòmica) la pel·lícula es veu descarrilada per la inclusió d'una comèdia romàntica, una història episòdica i fins i tot una història d'aventures-misteri com a subtrames.
Juan Pando de Fotogramas va puntuar la pel·lícula amb 3 de 5 estrelles, destacant la "emocionadora" caricatura de Furriel d'un Porteño enganyós com el millor de la pel·lícula. Més dur va ser Francisco Marinero del diari El Mundo, que la va qualificar com "un disbarat", amb una qualificació de 0 sobre 5. Javier Ocaña, d' El País, la va definir com "de poca o nul·la gràcia". En la premsa espanyola, només Beatriz Martínez d'El Periódico de Catalunya la va rebre favorablement, destacant-la com un "divertit recorregut" ple de "clixés lingüístics".

## Cançons
- «Gibraltar» d'Andrés Calamaro.[15]